# Kasteel de Bist
Kasteel de Bist (of De Biest) is gelegen in de Belgische deelgemeente Kessel (provincie Antwerpen), en omgeven door een domein. Sinds de oorspronkelijke bouw heeft het kasteel verscheidene eigenaars gehad waardoor het kasteel verscheidene malen verbouwd werd. Het huidige kasteel bestaat uit het hoofdgebouw en het omliggende domein.
Het hoofdgebouw werd gebouwd in een neoclassicistische stijl met ten oosten een neotraditionele vleugel. De laatste bewoners hebben een nieuwe kapel laten bouwen met daarin enkele kostbare kerkmeubelen en ornamenten.
Het omliggende domein is gekenmerkt door de vele vijvers en weinig voorkomende bomen, zoals een tulpenboom en een mammoetboom. Tevens is er een groteske beuk gelegen net voor de brug die toegang geeft tot het hof. Het gedeelte van de vroegere dreef dat bewaard bleef na de verkaveling wordt geflankeerd door oude wilgen en naast de vijver groeit een zwarte els.
Het Soldatenbos wordt aan de westzijde begrensd door een oude dreef met witte esdoorns.  Deze dreef werd in het midden van de negentiende eeuw aangelegd door Jules Theodoor Gamard.

## Naamgeving
De benaming 'Bist' of 'Biesth' werd oorspronkelijk gebruikt om een driehoekig plein aan te duiden waarin de Franken hun vee in veiligheid brachten. Deze biesten groeiden vaak uit tot kernen van dorpen en gehuchten. Vanaf het jaar 1717 is er sprake van het gehucht de Bist in Kessel. Al heel vroeg werd de benaming niet enkel meer gebruikt voor het noordwestelijke Kessels heidegebied maar ook voor het gebied van de Putting tot voorbij de Stationssteenweg. De omgeving op Kloosterheide ten westen van het domein wordt vandaag nog steeds de Bist genoemd.

## Ontstaan
Rond de 17de eeuw werden in het domein de Bist grachten opgeworpen rond een hoeve of hof om deze te beveiligen. De eerste verwijzing naar het hof dateert uit de tweede helft van de 18de eeuw waarin de Lierse Jonkheer Jan Robert de Hoves des Estiennes als eigenaar vernoemd wordt van het hof de Bist gelegen te Kessel met erven en de toebehoren t’samen 17 bunders groot. Mogelijk was het hof toen al een landhuis met boerderij dat nadien nog verscheidene keren aangepast en verbouwd werd. Het ganse nu bestaande complex is duidelijk in verschillende fases en bouwperioden tot stand gekomen.

## Wapenschilden
In de binnenruimte van de toren van het kasteel bevinden zich aan weerszijden van de monumentale schouw twee wapenschilden. Deze schilden horen toe aan twee families die het kasteel bewoonden. Het eerste schild behoort toe aan de familie van den Berge en bestaat uit vier delen waarin telkens in beide overhoekse vlakken drie sikkels en drie hoorns afgebeeld staan. Op het tweede schild, dat aan de familie Gamard behoort, staan twee hanen boven een keper, en een haan onder de keper afgebeeld staan. Ook in de façade van de toren vinden we een haan terug in het halfverweven beeldhouwwerk die verwijst naar het wapenschild van de familie Gamard.

## Geschiedenis

### Eerste verwijzing naar het domein
De oudste bron waarin men een verwijzing naar het Hof De Bist tegenkomt, vermeldt De jonkheer Jan Robert de Hoves des Estiennes (1627-1707) als eigenaar van het Hof de Bist te Kessel onder den Byvanck van Lier met erven en toebehoren van t’samen 17 bunders groot, wat overeenkomt met een oppervlakte van 22 hectare. Deze Lierse jonkheer van rijke afkomst was getrouwd met Gertrudis Hoochstoel en fungeerde als Lierse stadsschepen van 1701 tot 24 maart 1707. Na diens overlijden werd de erfprocedure in gang gezet, maar van deze zijn geen documenten terug te vinden. Men vermoedt dat het hof nog geruime tijd in handen is gebleven van de familie de Hoves des Estiennes.

### Bouw van het hoofdgebouw
Het domein de Bist kwam bij akte verleden op 18 december 1739 in het bezit van de Mechelse Domenicus Verhocht en zijn vrouw Maria Caluwaerts. Hij is de eerste eigenaar die verbouwingen aanbracht aan het hof. Het jaartal 1743, aangebracht aan de zuidkant van het kasteel maakt duidelijk dat Verhocht de opdrachtgever was voor de bouw van het hoofdgebouw tegen de vijver in bovengenoemd jaartal.
Na zijn overlijden in 1754 kwam het hof in handen van zijn zoon Karel. De akte vermeldde heel wat eigendommen waaronder hoeve de Bist. Na Karel Verhocht ging het eigendom over naar diens dochter Margeretha Verhocht die op haar beurt de hoeve naliet aan haar zonen. Deze deden de hoeve vrijwel onmiddellijk van de hand.

### Vijvers en verbindingsgracht

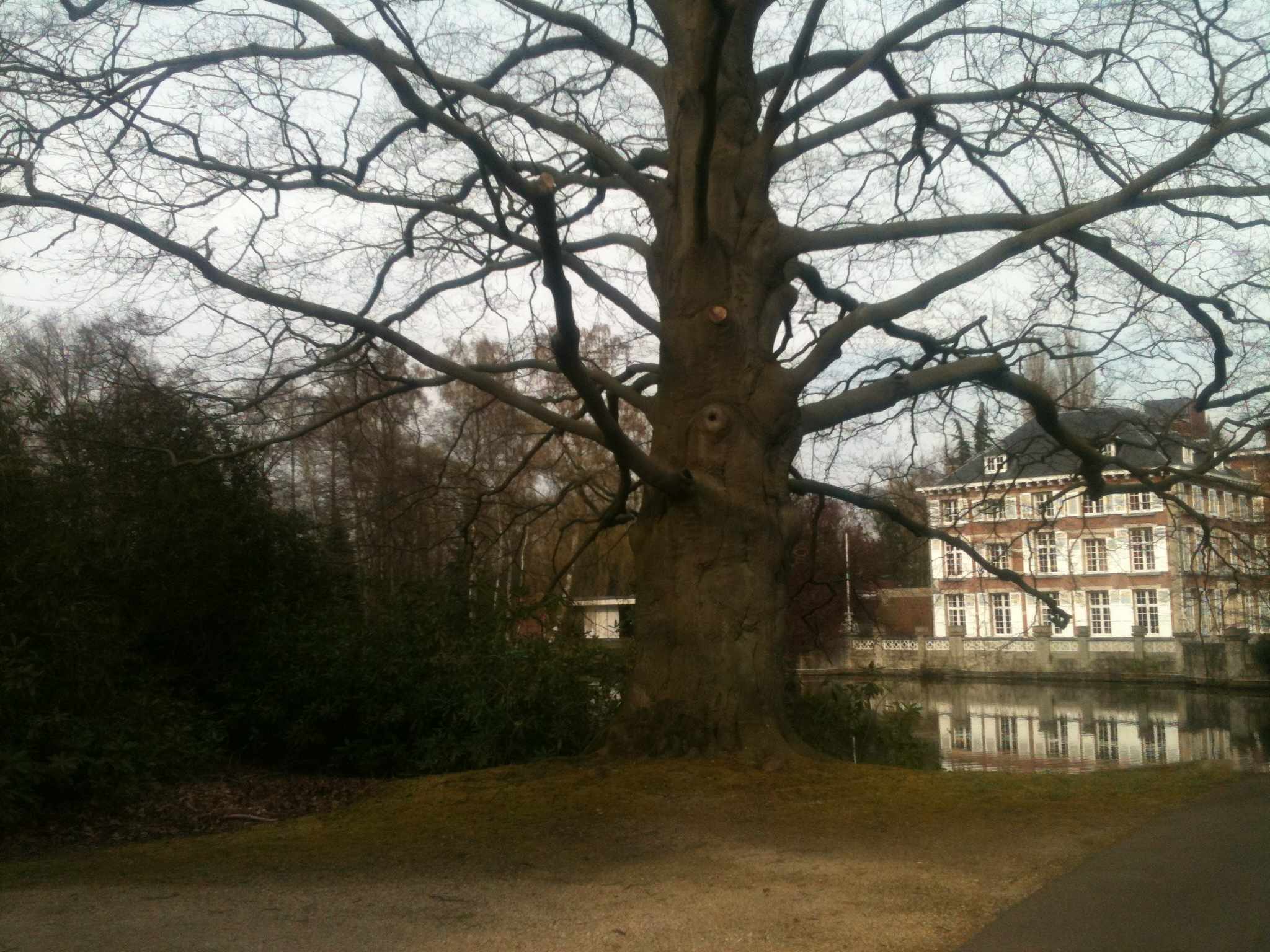
Tuin en vijver hof de Bist

In 1828 kwam het domein in het bezit van de familie van der Smissen–van den Berghe. Het kadaster vermeldt dat deze het hof de Biest heeft aangelegd. Jan Franciscus van der Smissen was verantwoordelijk voor het aanleggen van de vijvers met hun gekende grillige vorm en hij liet de verbindingsgracht tussen de twee oostelijke vijvers graven. Deze verandering maakte het eiland waarop het kasteel zich bevond heel wat groter en is tot op de dag van vandaag onveranderd gebleven.

### Aanleg van de spoorweg
Halverwege de 19de eeuw werd er een spoorweg aangelegd van Lier naar Turnhout door Kloosterheide en Kessel. Vele huizen werden onteigend tot het in 1854 eindelijk zover was: de spoorweg werd aangelegd. Tot groot ongenoegen van de familie van den Berghe knipte ‘den ijzeren weg’ het 40 hectare grootte domein doormidden. Als speciale gunst voor het doormidden snijden van hun domein en het hakken van de bomen werd er een halteplaats aangelegd ter hoogte van het kasteel.

### Mobilisatie Eerste Wereldoorlog
Na de beschieting en val van het Fort in Kessel trokken, op 17 oktober 1914, de Duitse soldaten naar het Kasteel de Bist om er in de hovingen te bivakkeren. Het kasteel zelf had niet in vuurlinie gelegen en bleef grotendeels intact. De Duitse soldaten stelden vast dat de Bist tijdens de mobilisatie ingericht was als gevechtsstelling met loopgraven. Na de val van het fort hadden de Belgische soldaten het interieur van het kasteel totaal vernield achtergelaten. Meubels waren vernietigd, kunstwerken gestolen, vensters stukgeslagen e.d.

### Herstel van het kasteel
Het kasteel werd hersteld door de nieuwe eigenaar Henri Beliard. De ronde vensters werden vervangen door rechthoekige, er werden bijkomende badkamers en slaapkamers aangebracht en de sierlijke dakkapellen werden vervangen door moderne bouwsels. Het balkon boven de ingangsdeur werd net zoals de doorgetrokken balustrade rond het dak verwijderd.

### Mobilisatie Tweede Wereldoorlog
Tijdens de mobilisatie werd het kasteel in beslag genomen door de Belgische generaal Six. Al de eerste oorlogsdag werd een Duits gevechtstoestel neergehaald in de omgeving van de Bist waarna de bemanning naar het kasteel werd gebracht voor ondervraging. Enkele dagen later gedurende de nacht van 11 op 12 mei werd het kasteel bestookt door bommenwerpers.
25 november 1941 werd er in het kasteel het kamp van de ‘vrijwillige arbeidsdienst voor meisjes geopend’. Deze organisatie had als doel jongeren (meisjes) uit alle lagen van de maatschappij te leren omgaan met elkaar door middel van handenarbeid. Discipline en strenge vorming waren een middel tot vorming en opleiding. Dit kwam tot uiting in lichaamsoefeningen, vormingslessen, optochten, defilés, kamp- en sportfeesten. Het voornaamste belang van de VVAV was erop gericht om de meisjes op te voeden tot volwaardige echtgenotes en moeders.
Wegens het politieke getouwtrek tussen de VNV-gezinden enerzijds en de SS-gezinden anderzijds werd het kamp opgedoekt wat eveneens het einde van de VVAV betekende. Sommige van de leden werden na de oorlog vervolgd voor collaboratie.

### Na de bevrijding
Na de bevrijding van België probeerden de Duitsers met hun nieuwe vernietigingswapens, de V1 en V2, de Antwerpse haven plat te leggen. De eerste vliegende bom die in Kessel viel kwam op 2 november 1944 terecht op het kasteel de Bist. Van het honderdtal Engelse soldaten die hun intrek hadden genomen in het domein werden er 7 gedood en het kasteel werd grotendeels vernield.
Vier maanden later, op 6 maart 1945, viel binnen de grachten en de vijvers op het domein een tweede V1. Deze heeft gelukkig geen slachtoffers nagelaten.

### De heropbouw
Gedurende de periode van 1946 tot 1948 werden het kasteel en de aangrenzende hovenierswoning heropgebouwd onder leiding van de toenmalige eigenaar Henri Beliard.

### Matexi
Enkele jaren later komt het domein in handen van de maatschappij Matexi Group. De maatschappij verkavelde het domein voor villabouw waarna het resterende gedeelte van het eens zo grote domein enkel nog maar uit het ‘eiland’, waar het kasteel en zijn bijgebouwen stonden, bestond. Het kasteel werd toen een tijdlang verhuurd als café en feestzaal.

### De Lierse Gasthuiszusters
In 1962 werd het kasteel opgekocht door de VZW Klooster van het Heilig Hart die een deel van de hovenierswoning ombouwden naar een kapel. Tien jaar later werd de eigendomstitel veranderd naar VZW Gasthuiszusters Augustinessen van Lier. Deze eigenaars van het domein brachten nog één laatste wijziging toe: de bouw van een nieuwe ruime kapel. In deze prachtige gebedsruimte werden enkele kostbaarheden opgesteld zoals het koorgestoelte, een schilderij van een Vlaams meester en het altaar in witte steen.

### Jeugdhulp Don Bosco Antwerpen
Sinds 2021 is het kasteel in handen van VZW Jeugdhulp Don Bosco Vlaanderen. De afdeling Vreugdeborg, een kleinschalig begeleidingstehuis voor 10 jongeren tussen 3 en 18 jaar, verhuisde in augustus 2021 van hun huis in Mortsel naar kasteel De Bist.

## Gekende eigenaars
| Gekende eigenaars                                | Jaartal                               |
| ------------------------------------------------ | ------------------------------------- |
| Jan Robert de Hoves des Estiennes                | Eerste verwijzing 2de helft 18de eeuw |
| Dominicus Verhocht - Caluwaerts                  | 1739-1810                             |
| Cornelius Taymans - De Ridder                    | 1810-1814                             |
| Hendricus De Graef - Van Meir                    | 1814-1828                             |
| Jan Fransiscus van der Smissen - Van den Berghe  | 1828-1863                             |
| De familie Gamard                                | 1864-1922                             |
| Henri Jean Piérre Beliard - Waffelaert           | 1922-1955                             |
| Matexi Group                                     | 1955-1962                             |
| De Lierse Gasthuiszusters                        | 1962-1972                             |
| VZW Gasthuiszusters Augustinessen van Lier       | 1972-2021                             |
| VZW Jeugdhulp Don Bosco Vlaanderen - Vreugdeborg | 2021-huidig                           |

## Fotogalerij

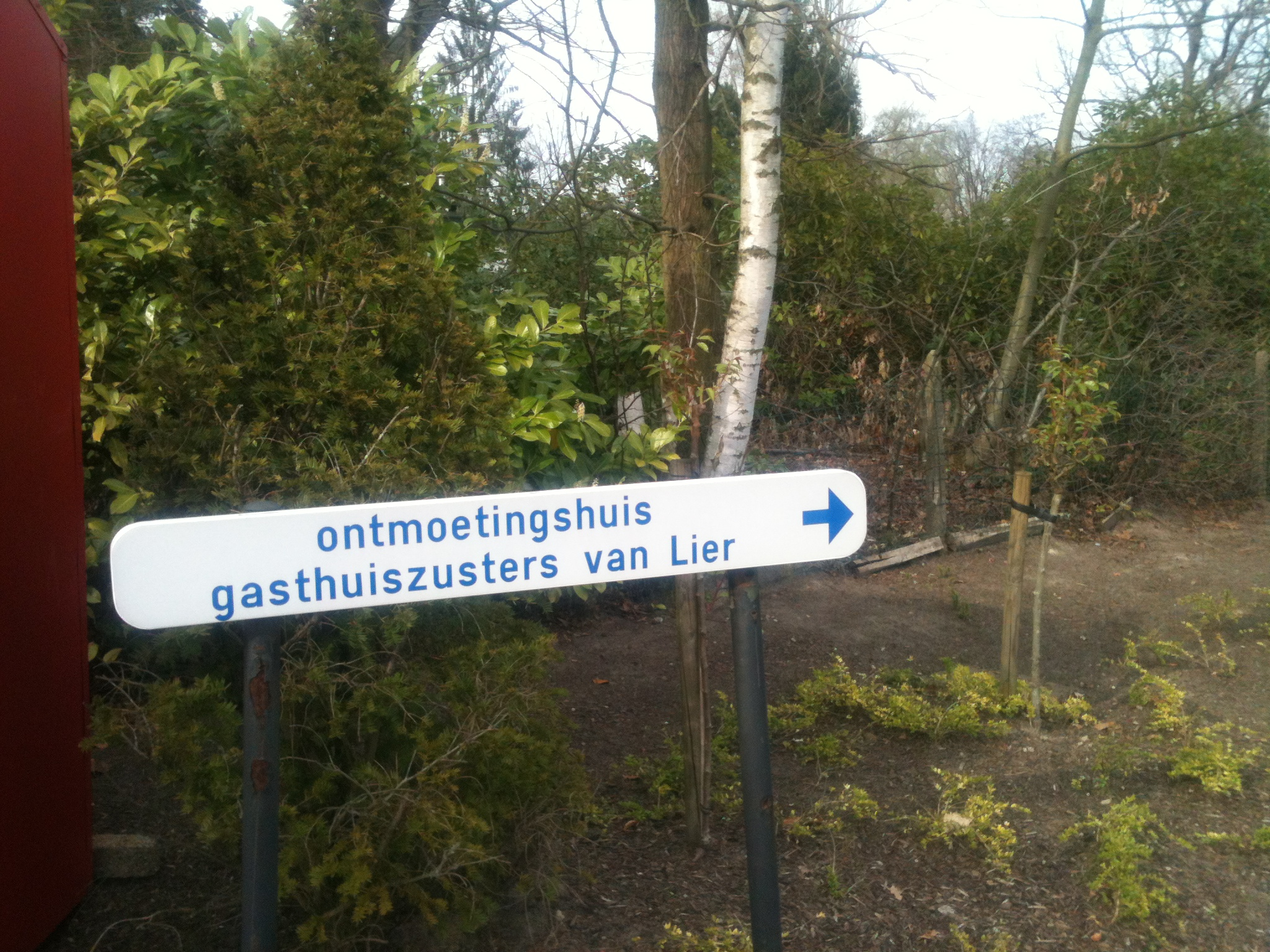
Plaatsaanduiding hof de Bist
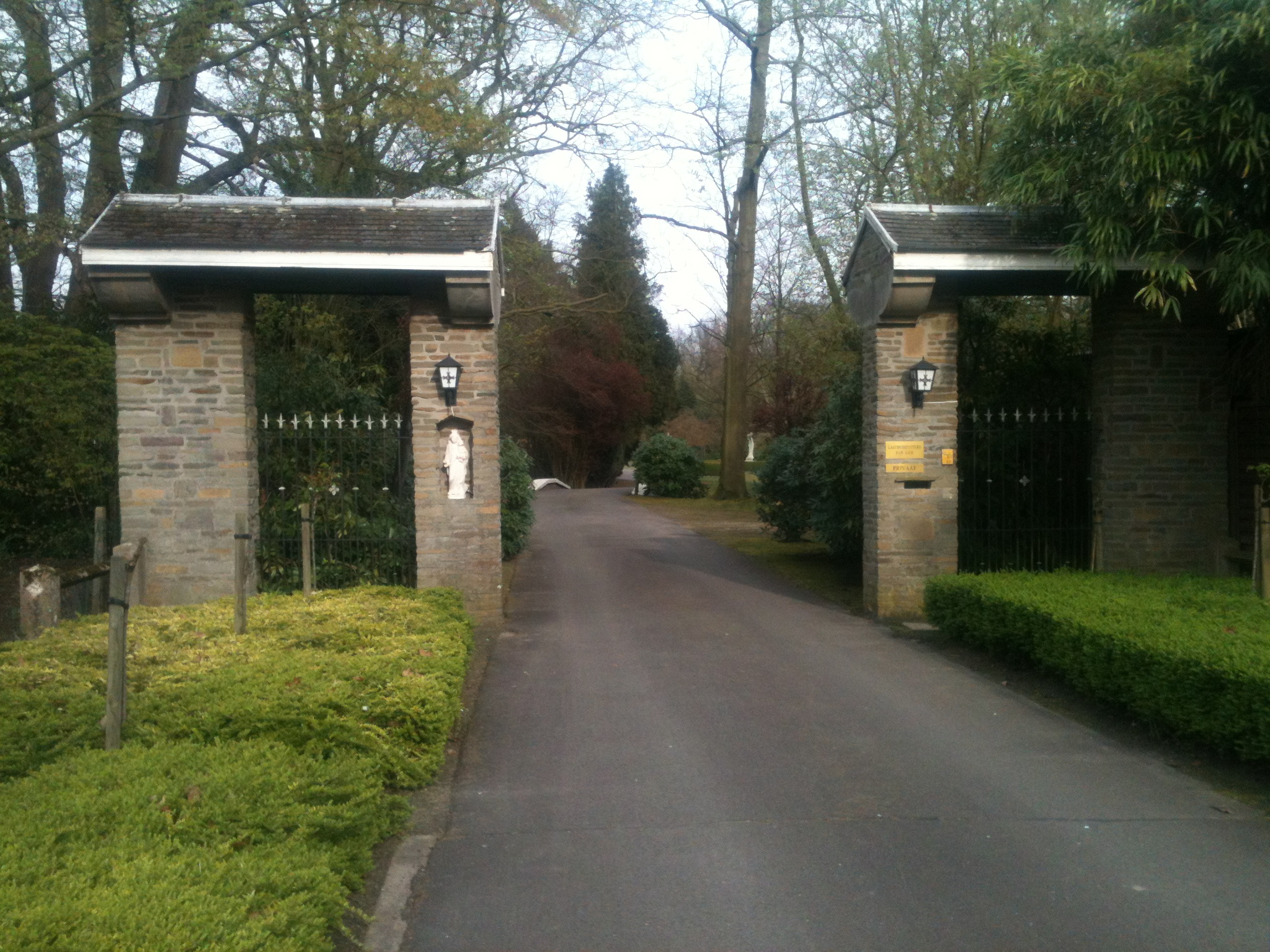
Ingang hof de Bist
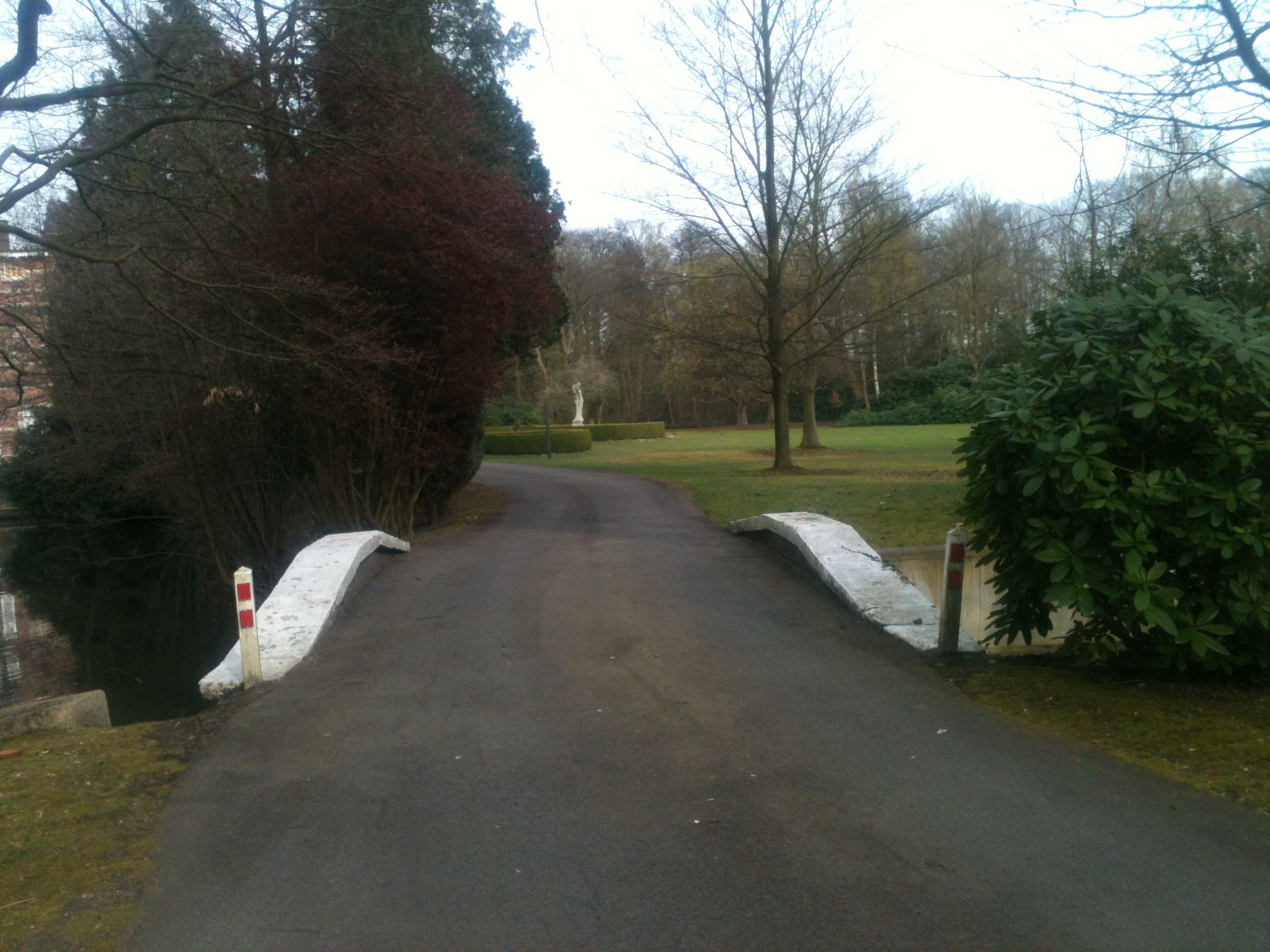
Toegangsweg hof de Bist
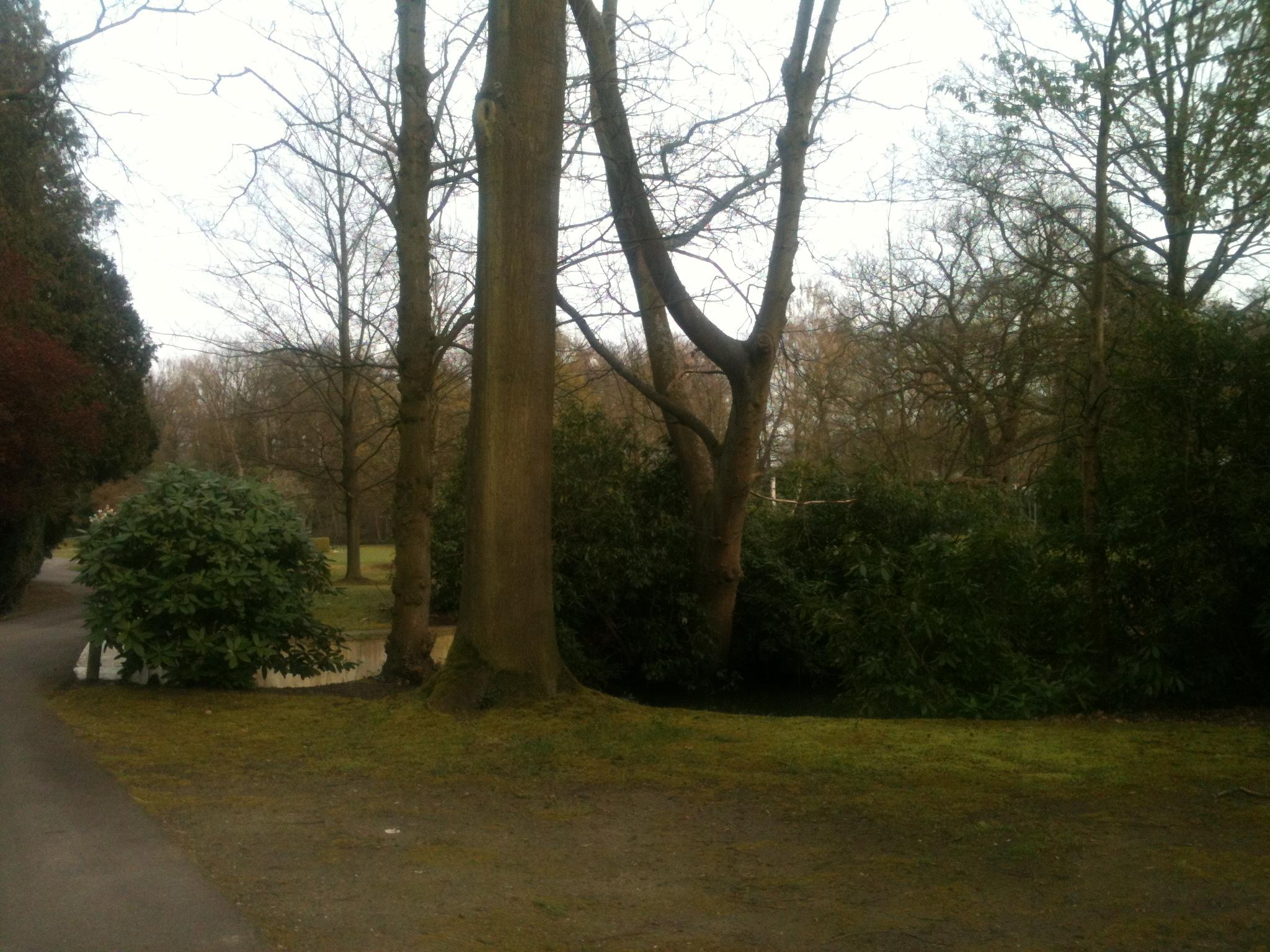
Natuurlijke omgeving hof de Bist
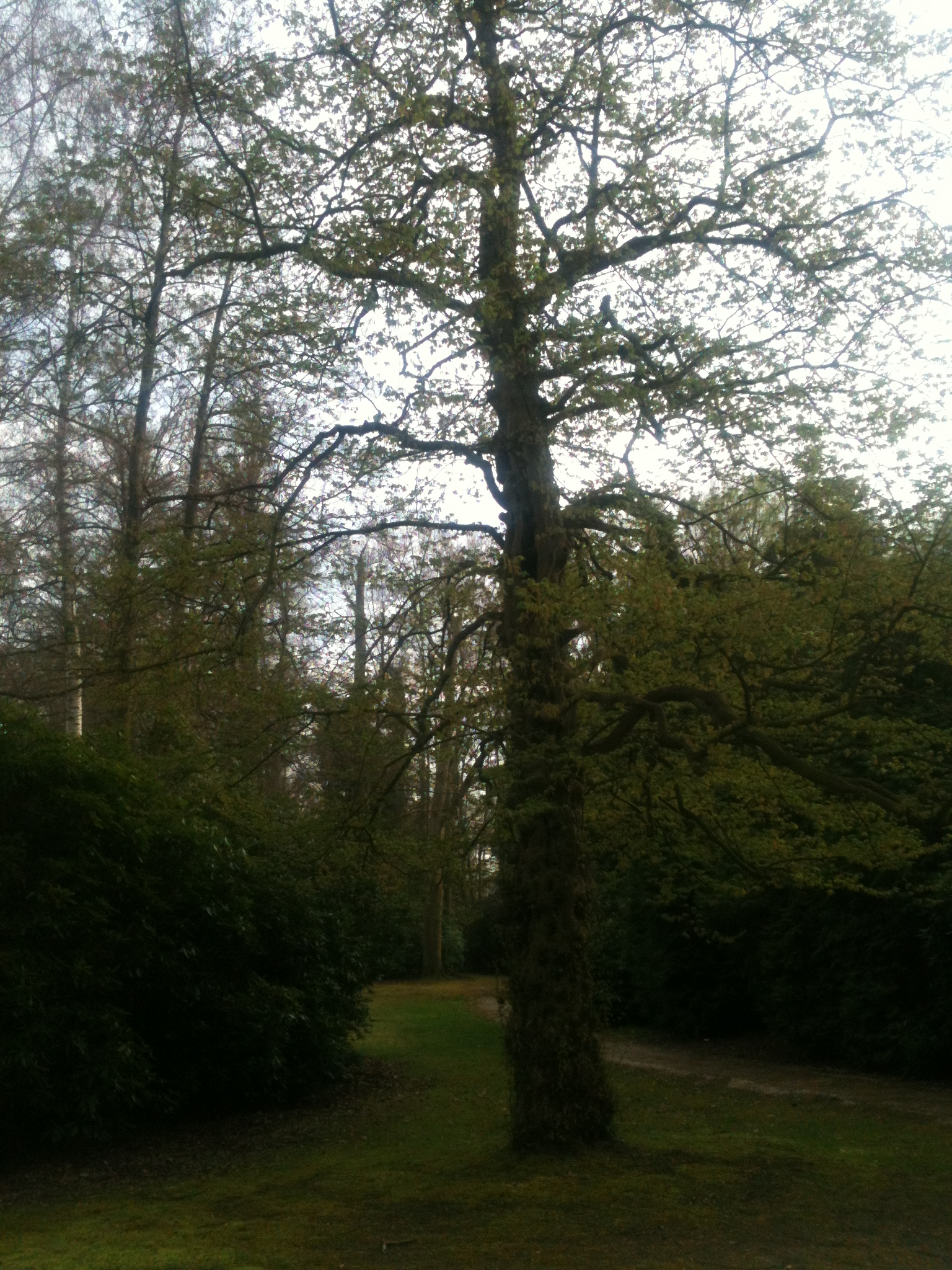
Tuin kasteel de Bist
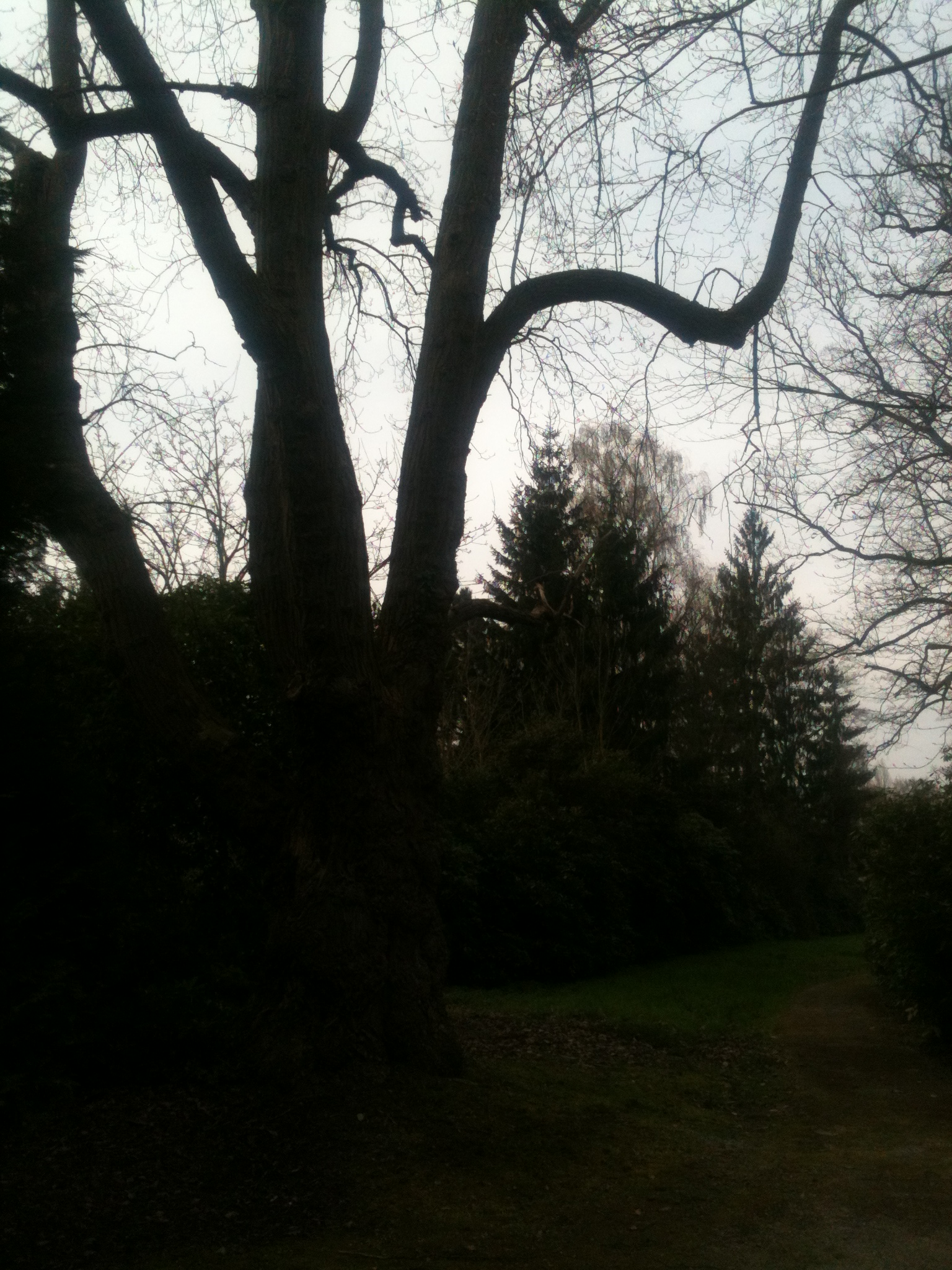
Tuin de Bist
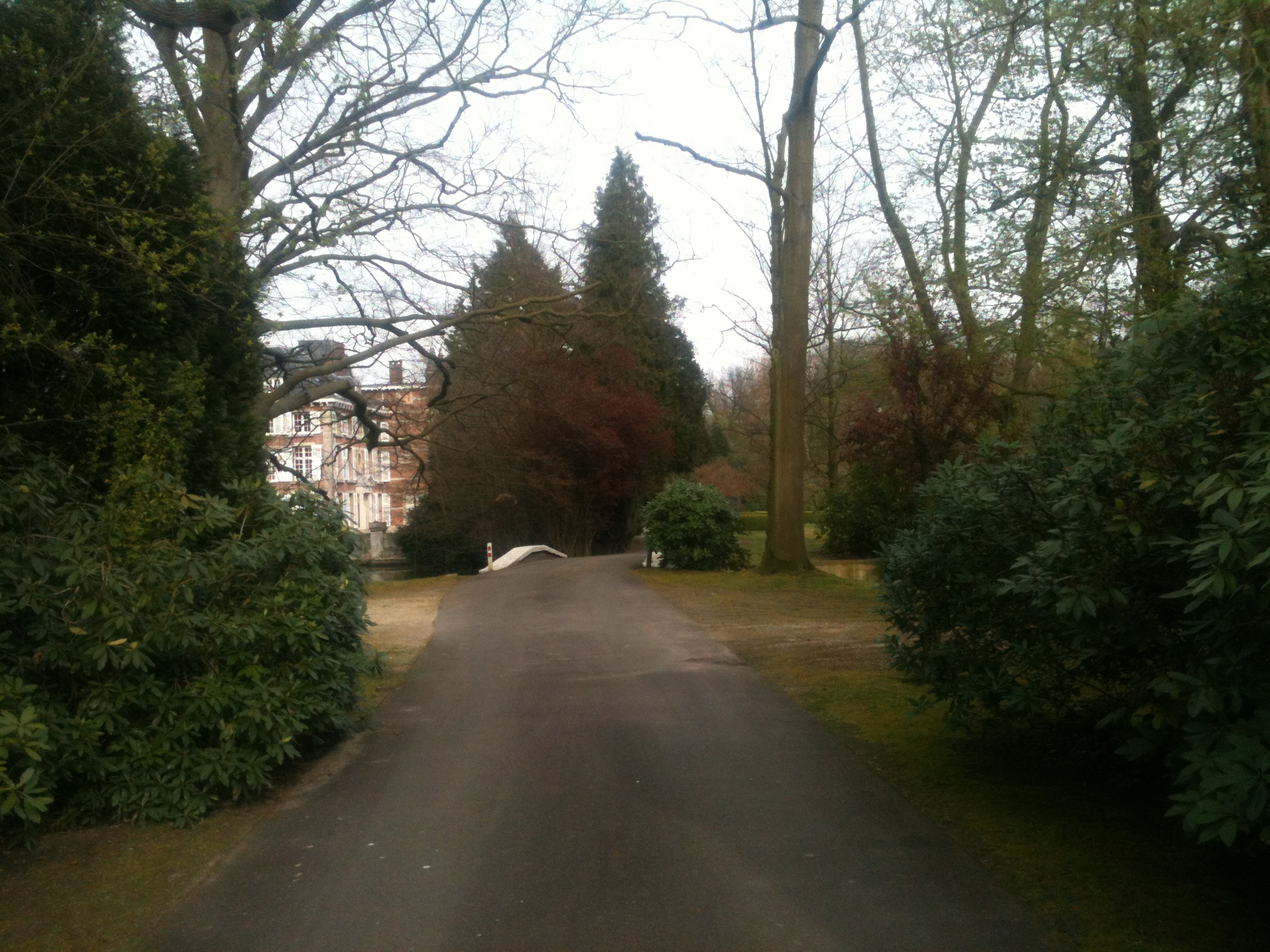
Toegangsweg naar het hof